# Ones (general)
Ones (em grego: Οννης) foi um general assírio lendário, que esteve a serviço do rei Nino e desposou Semíramis.

## História
Segundo Diodoro Sículo, Ones era um dos homens mais leais de Nino e foi nomeado governador da Síria. Nessa posição, conheceu Semíramis, por quem se apaixonou dada uma enorme beleza. Ones solicitou que Sames, o pastor real, lhe desse a moça para que ele a levasse para Nínive, onde casariam. Dessa união, nasceram Hiapates e Hidaspes. Pouco depois disso, Nino decidiu invadir a Báctria com o intuito de subjugar o país de seu rei Zaortes (Zoroastro) e convocou um exército nunca antes visto do qual Ones fez parte. O subsequente certo de Bactro, a capital da região, se provou difícil e Ones enviou notícias para sua esposa. Semíramis aproveitou a oportunidade para juntar-se ao marido, e vestida com roupas que não permitiriam identificá-la como mulher, alcançou a cidade sitiada dias depois.
Semíramis reuniu um pequeno contingente de soldados com habilidade em escalada, os conduziu pela ravina da acrópole de Bactro e conseguiu tomá-la. Isso causou pânico nos defensores, que estavam ocupados protegendo as muralhas da cidade baixa, e a cidade caiu. Nino ficou impressionado com o feito de Semíramis e a honrou com muitos presentes. Depois, impressionado por sua beleza, tentou persuadir Ones a entregá-la ao rei em troca da princesa Sosane. Ones aceitou de má vontade a oferta e Nino ameaçou arrancar-lhe os olhos. Temendo as ameaças do rei e consumido por amor a sua esposa, Ones decidiu se enforcar.